# Фољанизе
Фољанизе је насеље у Италији у округу Беневенто, региону Кампанија.
Према процени из 2011. у насељу је живело 2573 становника. Насеље се налази на надморској висини од 325 м.

## Становништво
Према резултатима пописа становништва 2011. у општини је живело 3.509 становника.
| 1951. | 1961. | 1971. | 1981. | 1991. | 2001. | 2011. |
| ----- | ----- | ----- | ----- | ----- | ----- | ----- |
| 3.109 | 3.005 | 3.022 | 3.089 | 3.350 | 3.423 | 3.509 |